# 皮蘇基亞區

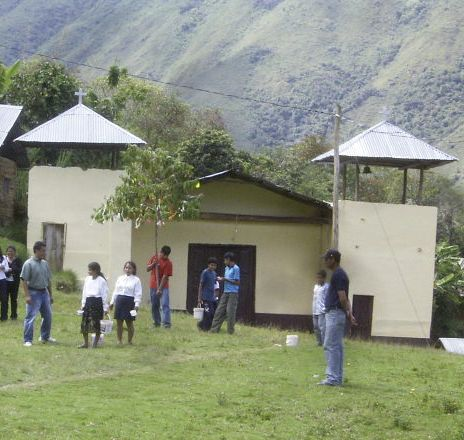

6°31′59″S 78°01′59″W / 6.53306°S 78.03306°W
皮蘇基亞區（西班牙語：Distrito de Pisuquía），是秘魯的一個區，位於該國北部亞馬遜大區的盧亞省，面積306.5平方公里，海拔高度2,000米，2005年人口5,823，人口密度每平方公里19人。